# Battle Poker
Battle Poker es un videojuego de WiiWare desarrollado por Left Field Productions y lanzado en Norteamérica el 20 de julio de 2009. También fue lanzado para la PlayStation Portable el 10 de diciembre de 2009.

## Jugabilidad
El juego encarga a los jugadores armar la mejor mano de cinco cartas en un límite de tiempo. Las «batallas» del juego consisten en varias rondas, con puntos otorgados al final de cada una según las cartas de la mano de cada jugador.
El jugador utiliza el Wii Remote para apuntar y hacer clic en una grilla de cartas volteadas para darlas vuelta y que todos los jugadores puedan ver. Los jugadores tienen la oportunidad de tomar la carta y añadirla a su mano. Se otorgarán puntos en cada ronda según la calidad de la mano del jugador.

### Modos de juego
Existen dos tipos de juego en Battle Poker: un jugador y multijugador. Los jugadores también pueden cambiar las opciones como los límites de tiempo, el tamaño de la grilla, los potenciadores y los gráficos de fondo.

#### Modos de un jugador
Los modos de un jugador incluyen:
- Shuffle Up 'n Deal: el jugador tiene que armar la mejor mano de póquer de 5 cartas en cada fila y cada columna de una grilla de 5x5 cambiando las cartas.
- Chain Reaction: deberá armar tantas manos de póquer de 5 cartas en cadena dentro de un límite de tiempo. Los usuarios juegan contra la CPU en un set de rondas, donde ganará el puntaje más alto.

#### Modos multijugador
Estos modos se juegan de 2 a 4 jugadores y competirán en las siguientes batallas:
- Classic: los jugadores arman la mejor mano de 5 cartas buscando y agarrando cartas de una matriz de cartas boca abajo. Deberán ser rápidos ya que los adversarios pueden robarles las cartas o utilizar sets de potenciadores para remover cartas de su mano. Los usuarios juegan un set de rondas, donde ganará el puntaje más alto.
- Wait Your Turn: de forma similar a Classic, los jugadores arman la mejor mano de 5 cartas buscando y agarrando cartas de una matriz de cartas boca abajo. Pero esta vez se turnan para escoger las cartas dentro de un límite de tiempo. Los usuarios juegan un set de rondas, donde ganará el puntaje más alto.
- Mad Dash: los jugadores arman la mejor mano de 5 cartas buscando y agarrando cartas de una matriz de cartas boca abajo, pero dentro de una matriz limitada en solamente 15 segundos. Los usuarios juegan un set de rondas, donde ganará el puntaje más alto.

## Recepción
Battle Pocker recibió críticas mixtas durante su lanzamiento. Daemon Hatfield de IGN le dio a la versión de Wii un 5.6/10, diciendo que los controles «funcionaron bien», pero criticando su carencia de juego en línea y sus minijuegos «vacíos». Philip J. Reed de Nintendo Life le dio al juego cinco de diez estrellas, elogiando la presentación y la interfaz, pero también criticando su falta de atracción a las audiencias generales.